# 阿爾捷斯托韋
46°37′52″N 30°32′54″E / 46.63111°N 30.54833°E
阿爾泰斯托韋（烏克蘭語：Алтестове）是位於烏克蘭西南部的村莊，由敖德萨州敖德萨区的內魯拜斯凱市鎮負責管轄。該村始建於1880年，面積0.47平方公里，海拔高度11米，人口189，人口密度每平方公里402.13人。
1. ↑  . nerubayska-gromada.gov.ua.   [2024-08-04]. （原始内容存档于2024-12-16） （乌克兰语）.